# 和田俊憲
和田 俊憲（わだ としのり、1975年 - ）は、日本の法学者。専門は刑法。学位は、学士（法学）。東京大学大学院法学政治学研究科教授。慶應義塾大学法学部非常勤講師。東京都渋谷区出身。山口厚に師事。時刻表検定1級。好きな路線は五能線。単著『鉄道と刑法のはなし』を上梓するなど、鉄道刑法学の第一人者としても知られている。

## 略歴
- 1994年 - 筑波大学附属駒場高等学校卒業。鉄道研究部OB。
- 1998年 - 東京大学法学部第1類（私法コース）卒業。東京大学大学院法学政治学研究科助手（学士助手）。
- 2001年 - 北海道大学大学院法学研究科・法学部助教授。文部科学省科学技術政策研究所客員研究官。
- 2006年 -  慶應義塾大学大学院法務研究科助教授
- 2007年 -  慶應義塾大学大学院法務研究科准教授
- 2013年 -  慶應義塾大学大学院法務研究科教授
- 2020年 -  東京大学大学院法学政治学研究科教授
- 2025年- 慶應義塾大学法学部法律学科教授

### 所属学会
- 日本刑法学会（1998年5月～）
- 法と教育学会（2017年8月～）

### 学外の役職
- 法務省・性犯罪に関する刑事法検討会委員（2020年3月～）
- 経済産業省・外国公務員贈賄防止に関する研究会委員（2020年1月～）
- 文化庁・侵害コンテンツのダウンロード違法化の制度設計等に関する検討会構成員（2019年11月～2020年1月）
- NTTデータ経営研究所・不正競争防止法における渉外的な侵害事案等についての制度に関する調査研究委員会委員（2019年9月～2020年3月）

## 著書

### 単著
- 『鉄道と刑法のはなし』（NHK出版新書、2013年）
- 『どこでも刑法 ＃総論』（有斐閣、2019年）
- 『刑法と生命』（放送大学教育振興会、2021年）

### 共編著
- （山口厚編）『クローズアップ刑法総論』（成文堂、2003年）
- （山口厚編著、今井猛嘉・高山佳奈子・橋爪隆・島田聡一郎・小林憲太郎）『ケース&プロブレム刑法総論』（弘文堂、2004年）
- （山口厚編著、今井猛嘉・高山佳奈子・橋爪隆・島田聡一郎・小林憲太郎・深町晋也）『ケース&プロブレム刑法各論』（弘文堂、2006年）
- （山口厚編）『クローズアップ刑法各論』（成文堂、2007年）
- （町野朔編・丸山雅夫編・山本輝之編）『プロセス演習刑法』（信山社、2009年）
- （成瀬幸典編・安田拓人編・島田聡一郎編）『判例プラクティス刑法II 各論』（信山社、2012年）
- （只木誠編著、奥村丈二・北川佳世子・十河太朗・高橋直哉・安田拓人・安廣文夫）『刑法演習ノート 刑法を楽しむ21問』（弘文堂、2013年）
- （安田拓人・島田聡一郎）『ひとりで学ぶ刑法』（有斐閣、2015年）
- （只木誠編著、北川佳世子・十河太朗・高橋直哉・安田拓人・安廣文夫）『刑法演習ノート 刑法を楽しむ21問』（弘文堂、2017年）
- （辰井聡子）『刑法ガイドマップ(総論)』（信山社、2019年）
- （成瀬幸典編・安田拓人編）『判例プラクティス刑法I 総論〔第2版〕』（信山社、2020年）
- （亀井源太郎・佐藤拓磨・小池信太郎・薮中悠）『刑法I 総論 日評ベーシック・シリーズ』（日本評論社、2020年）
- （亀井源太郎・佐藤拓磨・小池信太郎・薮中悠）『刑法II 各論 日評ベーシック・シリーズ』（日本評論社、2020年）

## 研究業績
- 「中止犯論 - 減免政策の構造とその理解に基づく要件解釈 - 」（刑法雑誌42巻3号、2003年）
- 「被拐取者解放減軽における「違法減少」と「違法減少阻却」」（慶應法学7号、2007年）
- 「詐欺の行為の罪をめぐる小品」（慶應法学9号、2008年）
- 「交通事犯における胎児の生命の保護」（慶應法学11号、2008年）
- 「未遂犯〔特集 刑法典施行100年 - 今後の100年を見据えて〕」（法律時報81巻6号、2009年）